# Пармська національна галерея
44°48′17″ пн. ш. 10°19′33″ сх. д. / 44.804722222222° пн. ш. 10.325861111111° сх. д.

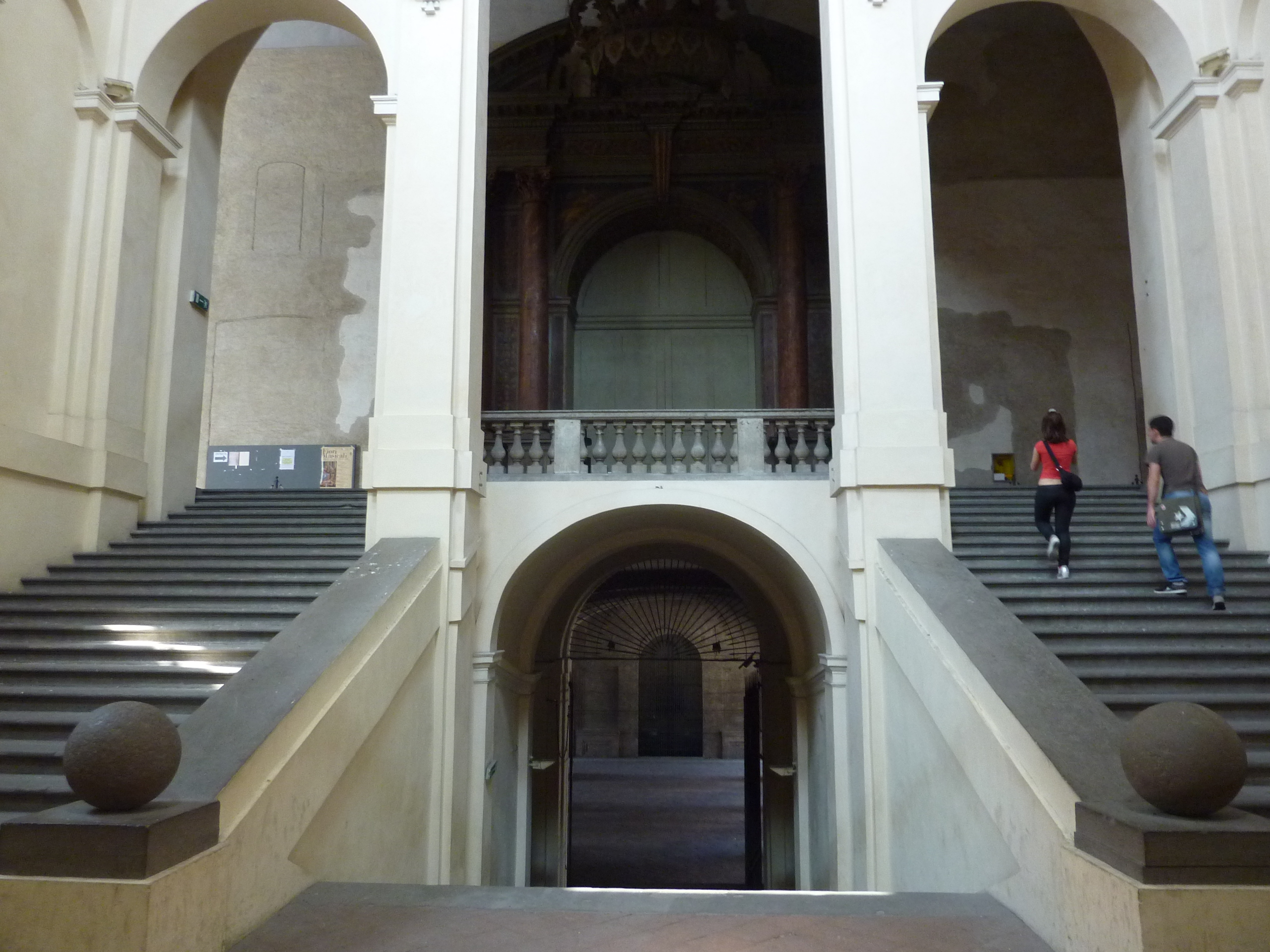
Парадні сходи Галереї

Пармська національна галерея (італ. Galleria nazionale di Parma) — національна галерея в Італії, в місті Парма.

## Історія створення
Парма — це головне місто однойменної провінції. Розташована на півночі Італії, у західній частині регіону Емілія-Романья, між Апенинами та Паданською низовиною. Через місто тече річка Парма, що, ймовірно, надала назву і поселенню. Парма — стародавнє місто з довгою історією, що не дивно серед уславлених своєю довгою історією — Мілану, Венеції, Падуї.

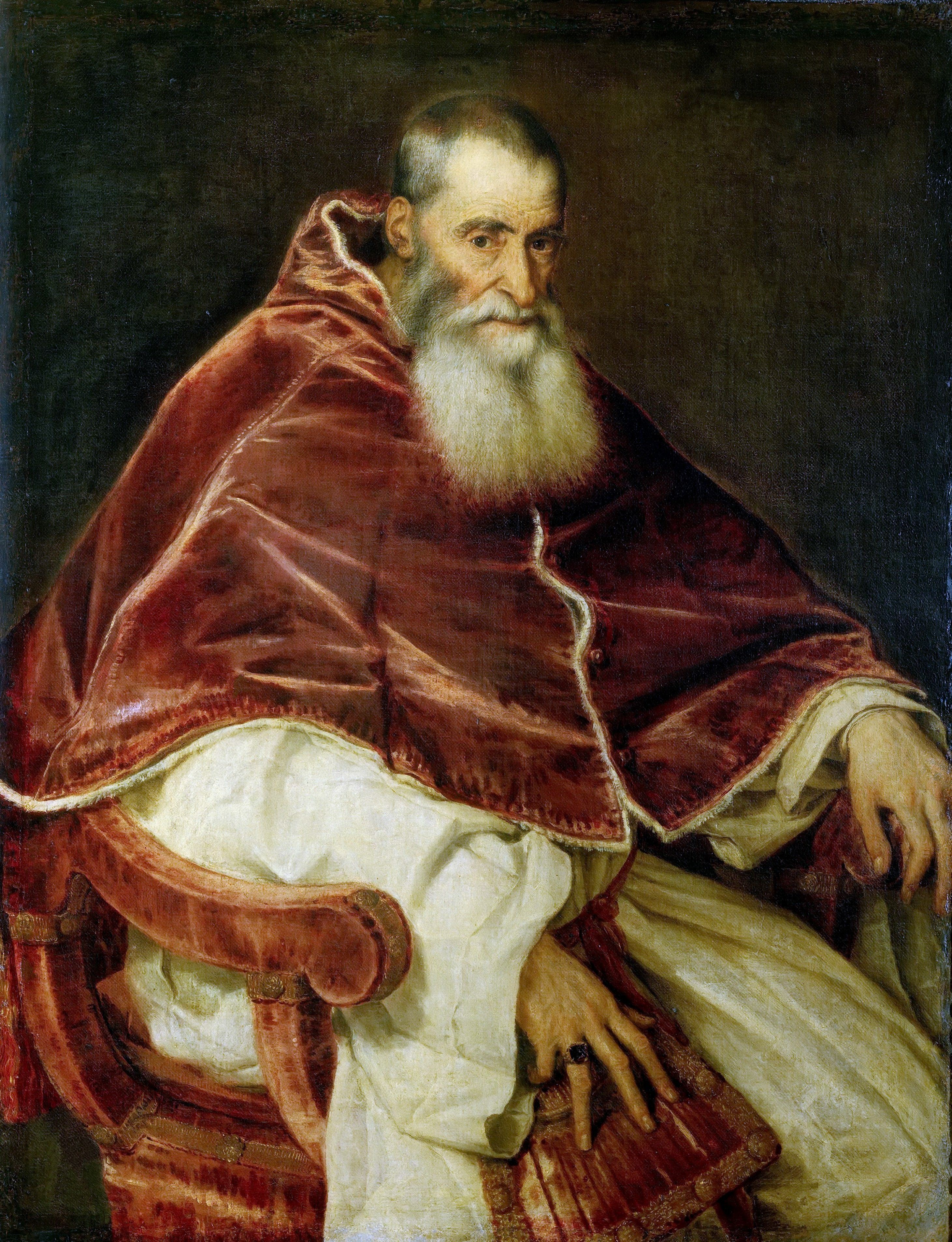
Худ. Тиціан. Папа римський Павло III з родини Фарнезе

Невеличке колись місто мало бурхливу історію. Але значення міста значно підвищилося в 16 столітті. Владу над містом спочатку перехопили Сфорца, а потім вояки Франції. Але у 1521 поєднані загони армій папи римського та іспанців, після триденної блокади перемагають французьке військо і звільняють місто від чужоземців, аби забрати собі. У 1545 папа Павло III (Алессандро Фарнезе) створює герцогство Парма і передає владу в ньому незаконно народженому сину П'єр Луіджі Фарнезе (Pier Luigi Farnese). Родина Фарнезе пануватиме в місті і краї до 1731 року, перетворивши Парму на маленьку італійську столицю. Заможна родина Фарнезе піклувалася про власний престиж і вітала мистецтво, як найкоротший шлях до нього.
В середині 16 століття невеличка Парма стає значним осередком італійського маньєризму поряд з такими значними його центрами, як Рим і Флоренція. Ще в перехідну добу від Високого Відродження до маньєризму в Пармі працював «геніальний провінціал» Антоніо Аллегрі, відоміший як Антоніо да Корреджо (1490?-1534). Він працював над фресками в монастирі Сан Паоло, в церкві Сан Джованні Еванджеліста і над оздобами катедрального собору міста. Стінописи в куполі собору стануть школою для багатьох майстрів майбутнього стилю бароко. Молодшим сучасником Корреджо був і талановитий Парміджаніно (1503–1540). Справи рано померлого Парміджаніно продовжив пармський маньєрист Джироламо Маццола Бедолі, що вже працюватиме по замовам Фарнезе.
В місті важко знайти архітектурні шедеври. Навіть герцогський палац (Палаццо Пілотта) — це не досить вдала перебудова середньовічної споруди.

Зміни добудов палацу Пілотта в Пармі за часом.

Але неможливо проігнорувати величний інтер'єр театру Фарнезе, який створив інженер і архітектор Джованні Батіста Алеотті (1546–1636), роботи закінчили у 1618 р. Театр ще не мав окремого приміщення, його облаштували на першому поверсі в палаці Пілотта. Це була колишня зала для проведення лицарських турнірів і зберігання зброї і обладунків. Сам палац був залишками давньої оборонної споруди з дещо хаотичним розплануванням. Тим ефектнішим виглядав інтер'єр нового театру — з використанням аркад, амфітеатру глядацької зали на зразок античних. Зала палацу мала 87 метрів довжини, 32 м завширшки і 22 м заввишки. Враження від театру були настільки значними, що він став зразком для копіювання в різних країнах, серед яких і Білорусь в складі Польщі (Ружанський палац).

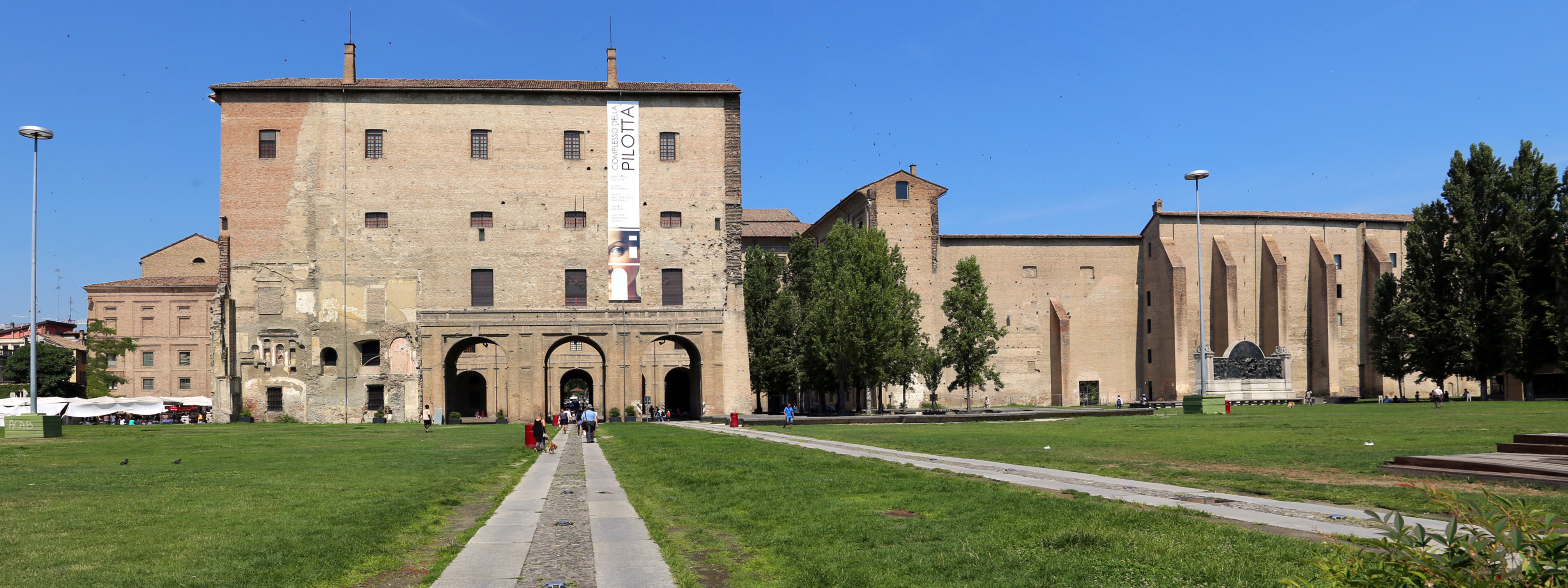
Палаццо Пілотта
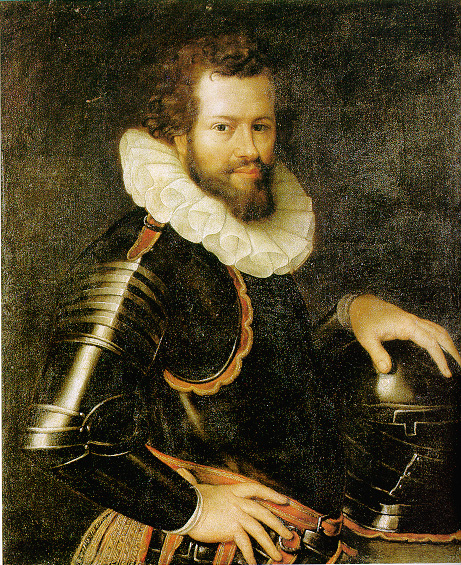
Худ. Чезаре Аретузі. Рануччо Фарнезе, замовник театру.
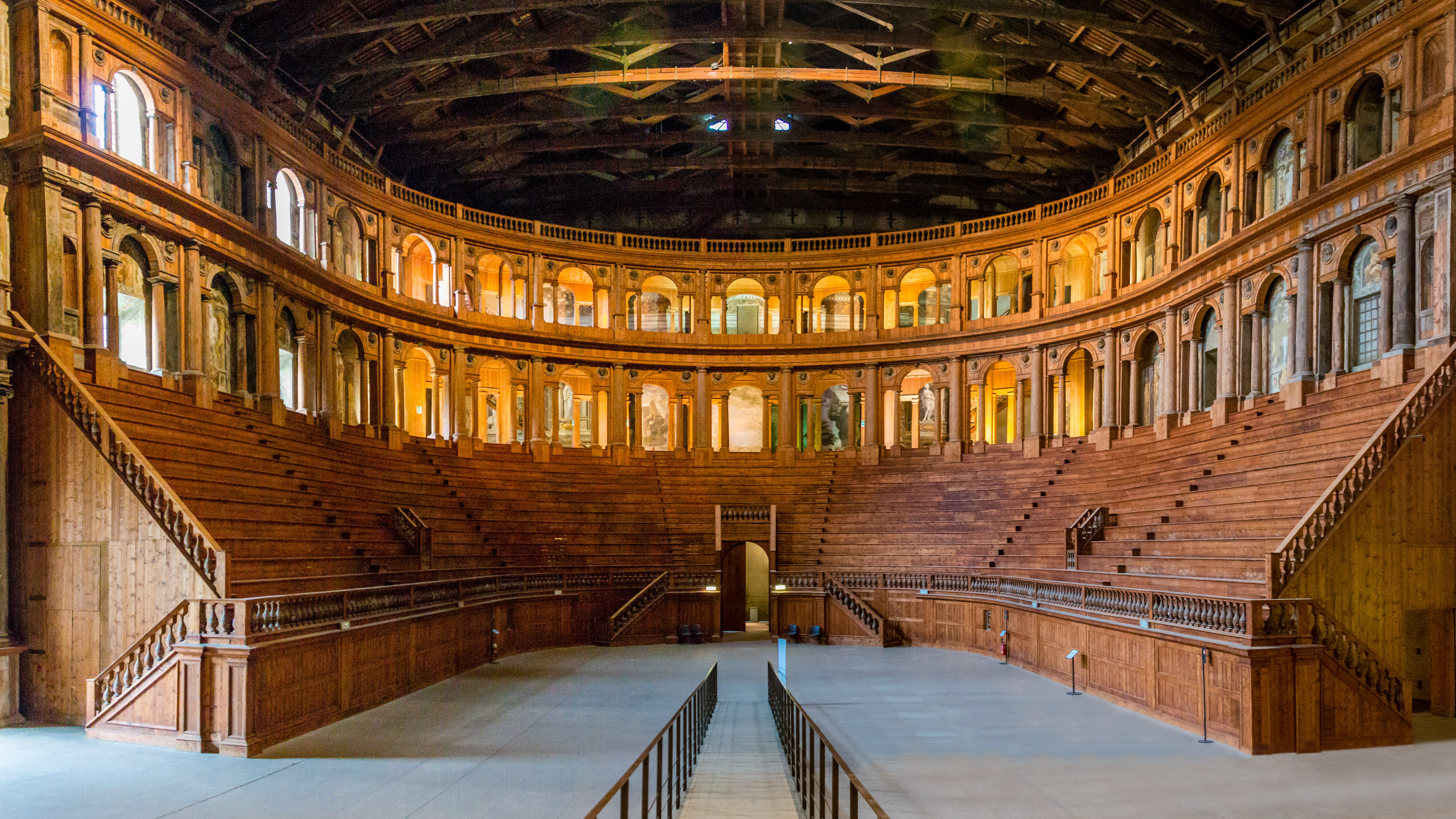
Театр Фарнезе, сучасний вигляд після реставрацій, 2008 р.
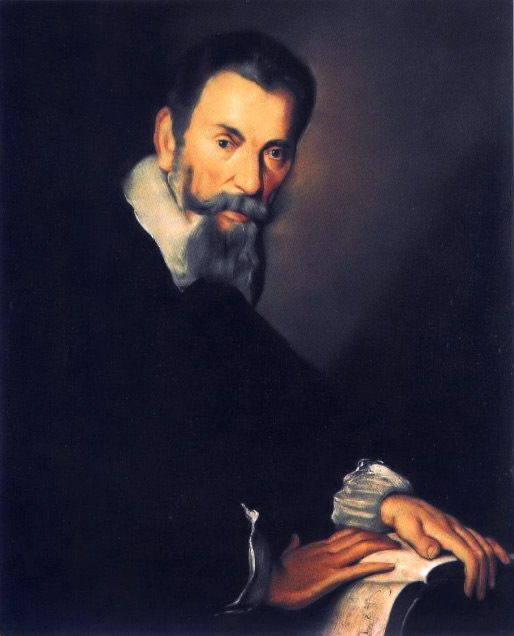
Худ. Бернардо Строцці. Портрет К. Монтеверді

Використовуючи власну владу, родина Фарнезе давала замови і уславленому Тиціану, портрети представників якої стануть явищем в італійському мистецтві 16 століття. Все це сприяло накопиченню творів мистецтва в Пармі і римських палацах Фарнезе. Вигідні шлюби пов'яжуть родину Фарнезе з королівським родом Бурбонів. Важливою сторінкою культурного і музейного життя Італії стало вивезення в 1786–1788 рр. в Неаполь з Риму майна Єлизавети Фарнезе, рідної бабці короля Фердинанда IV, незважаючи на протести і протидію папи римського Пія VI. Майно мало також значні мистецькі скарби у вигляді картин роботи відомих художників Італії 16-18 століть і мармурову скульптуру доби античності. Найкраща частина мистецьких скарбів Фарнезе була перевезена у Неаполь, менша — в Парму. На цьому наполягав — Філіп, герцог Пармський.
У роки французької окупації міста Парма вояками Наполеона (1803–1814), герцогство ліквідували і провінцію перетворили на французький департамент, а твори мистецтва грабіжницьки вивезли в Париж. Їх вдалося повернути в місто після ліквідації французької імперії, яку намагався створити Наполеон в Європі. В 19 столітті до музейних збірок додали артефакти з розкопок і дарунки добродіїв. Галерея також демонструє фрески 16 століття, які з міркувань безпеки зняли зі стін церков і собору міста. Значне місце в збірці посіли і портрети представників родини Фарнезе.

## Вибрані твори збірки

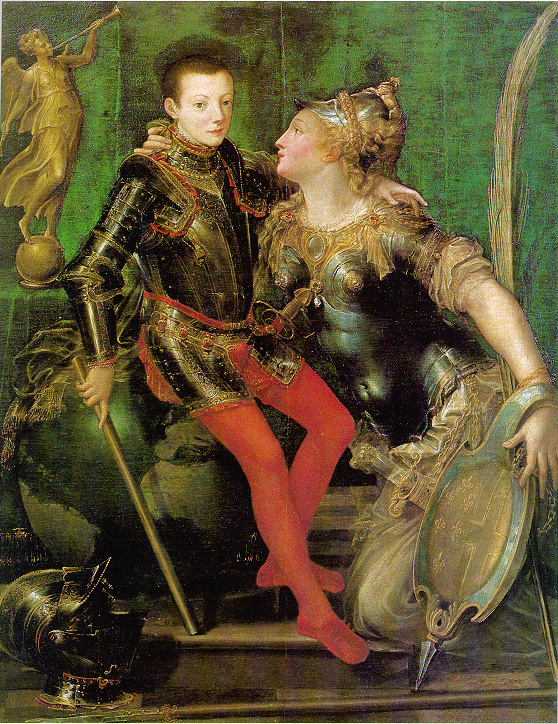
Худ Джироламо Маццола Бедолі. Алегоричний портрет Олессандро Фарнезе, герцога Пармського.

- Фра Беато Анжеліко, «Мадонна з немовлям»
- Паоло Венеціано, вівтар Портабле, 1324 року
- Чіма да Конельяно, вівтар Монтіні
- Леонардо да Вінчі, дівоча голівка з розпатланим волоссям
- Корреджо, «Мучеництво чотирьох святих»
- Корреджо, « Коронація Діви Марії»
- Парміджаніно, «Портрет невідомої пані»(так звана турецька рабиня)
- Ель Греко, «Христос лікує сліпого»
- Ганс Гольбейн, Портрет Еразма Роттердамського
- Джироламо Маццола Бедолі, Портрет Алессандро Фарнезе з алегорією
- Бернардо Белотто, низка творів (Ведута)
- Каналетто (Джованні Антоніо Канал)
- Джованні Ланфранко
- Жан-Марк Натьє
- Чезаре Аретузі
- Бартоломео Скедоне
- Гвідо Кампаньїні
- Елізабет Віже-Лєбрен

## Галерея

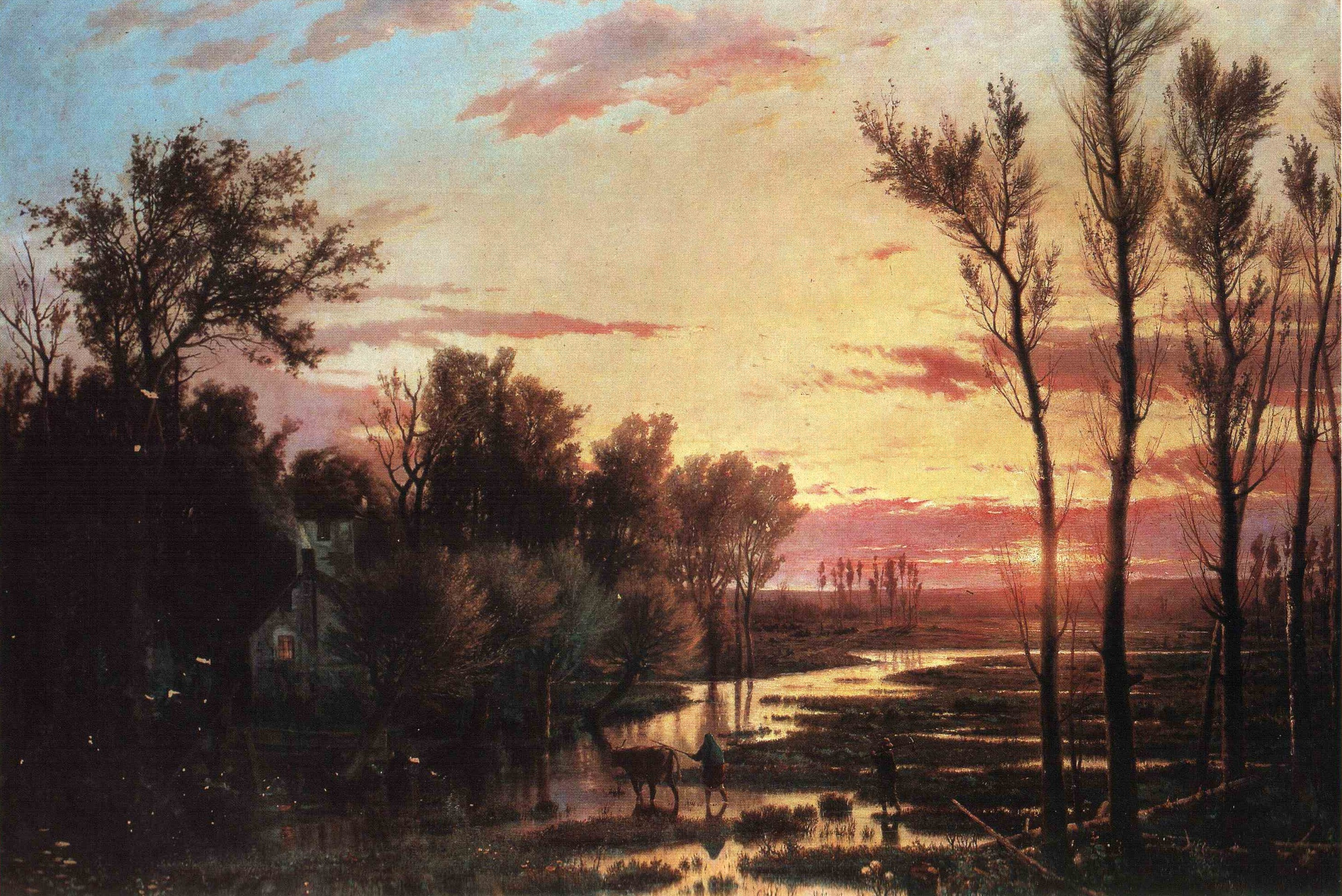
Джуліо Карміньяні, «Захід сонця»

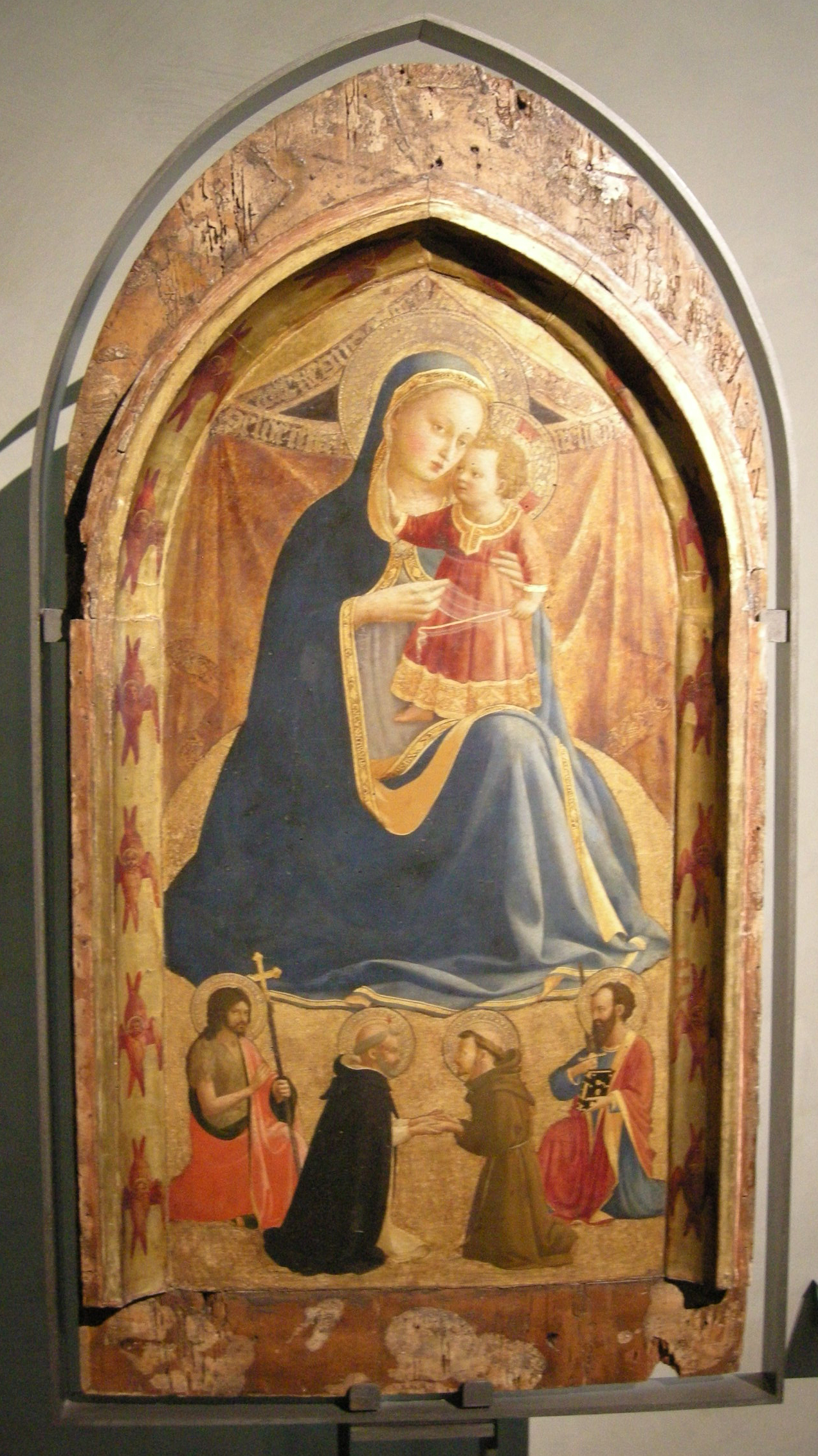
Фра Беато Анжеліко, «Мадонна з немовлям»
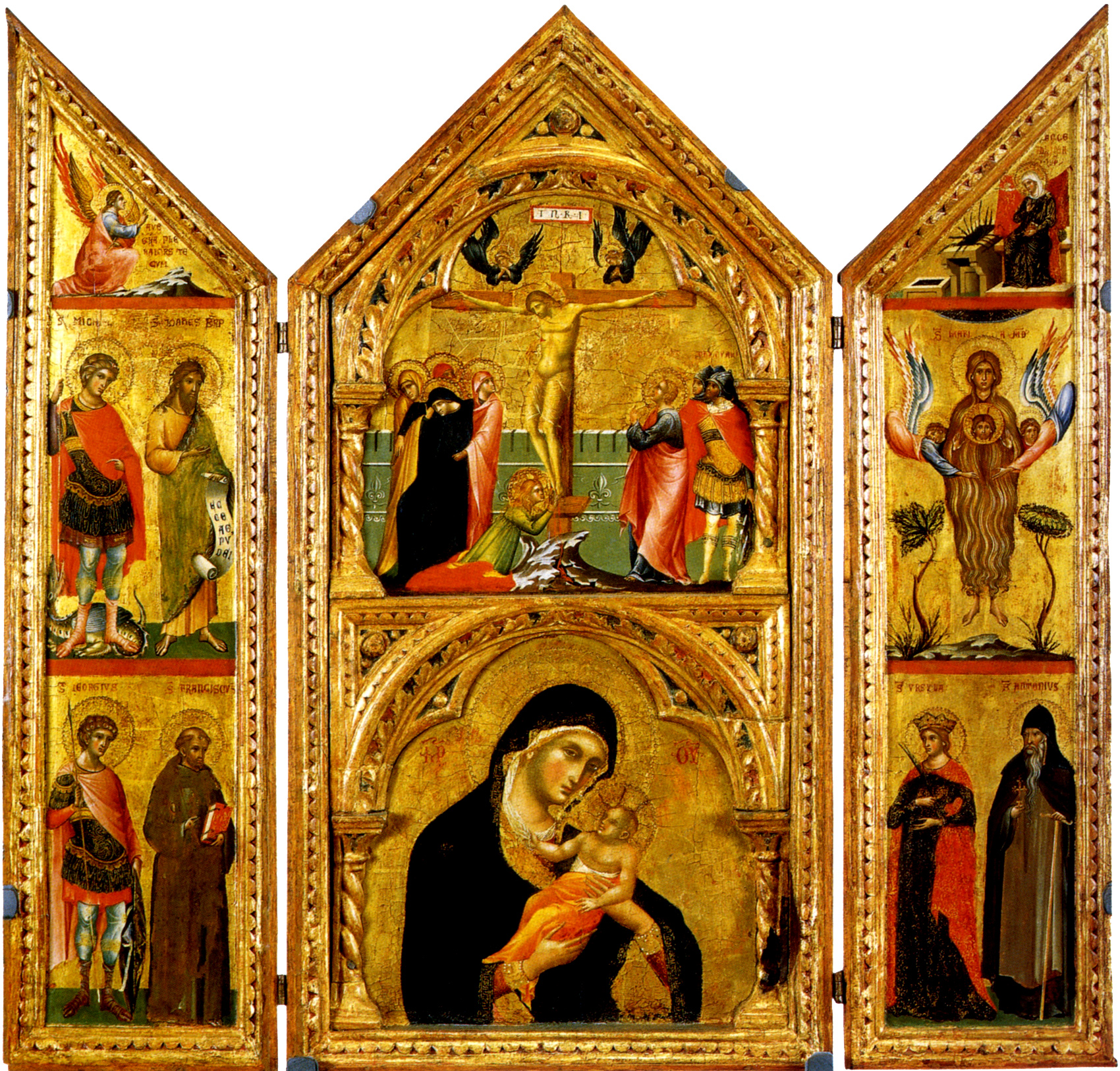
Паоло Венеціано, вівтар Портабле, 1324 року
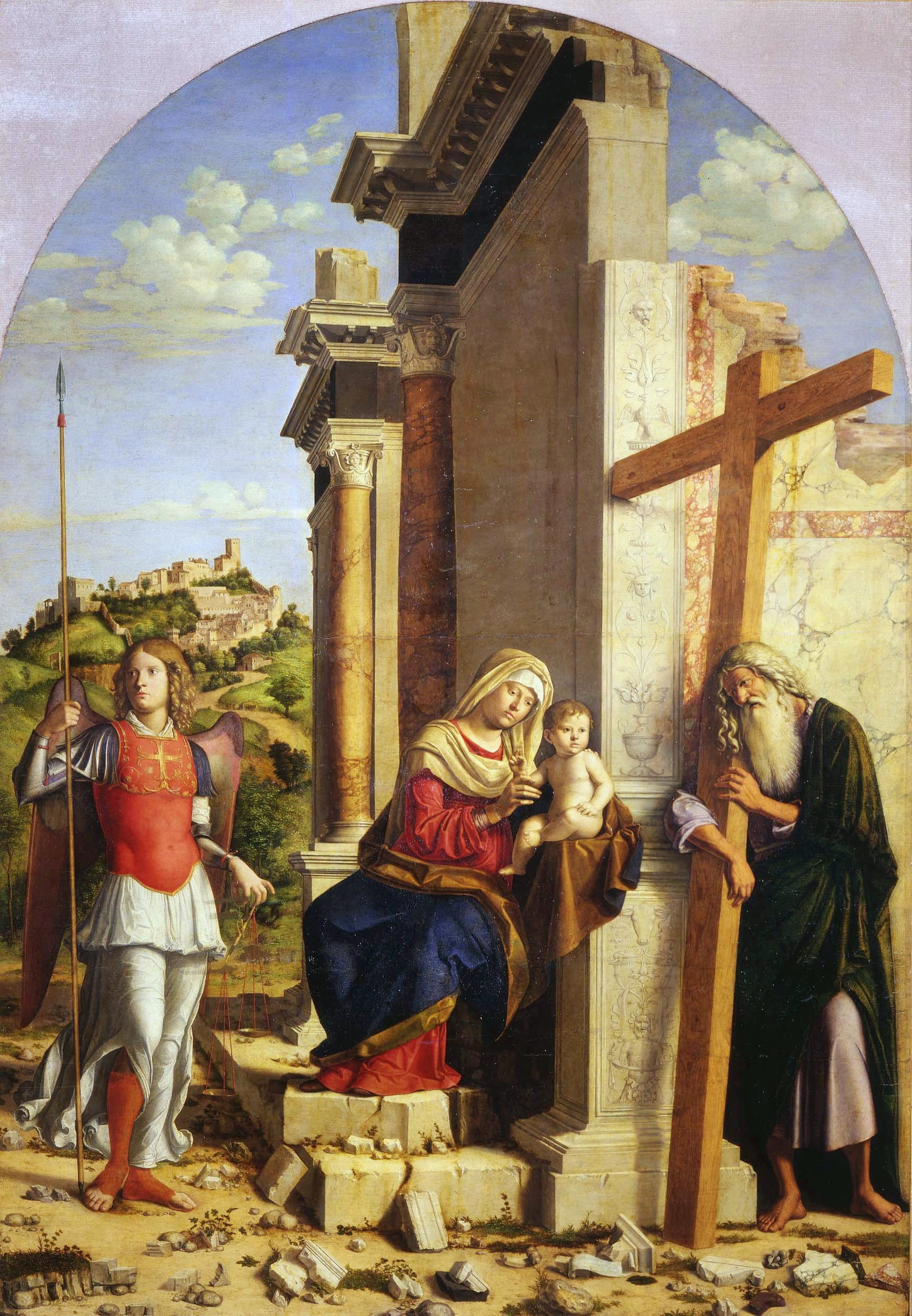
Чіма да Конельяно. « Богородиця на троні і Архангел Міхаїл та Андрій Першозванний»
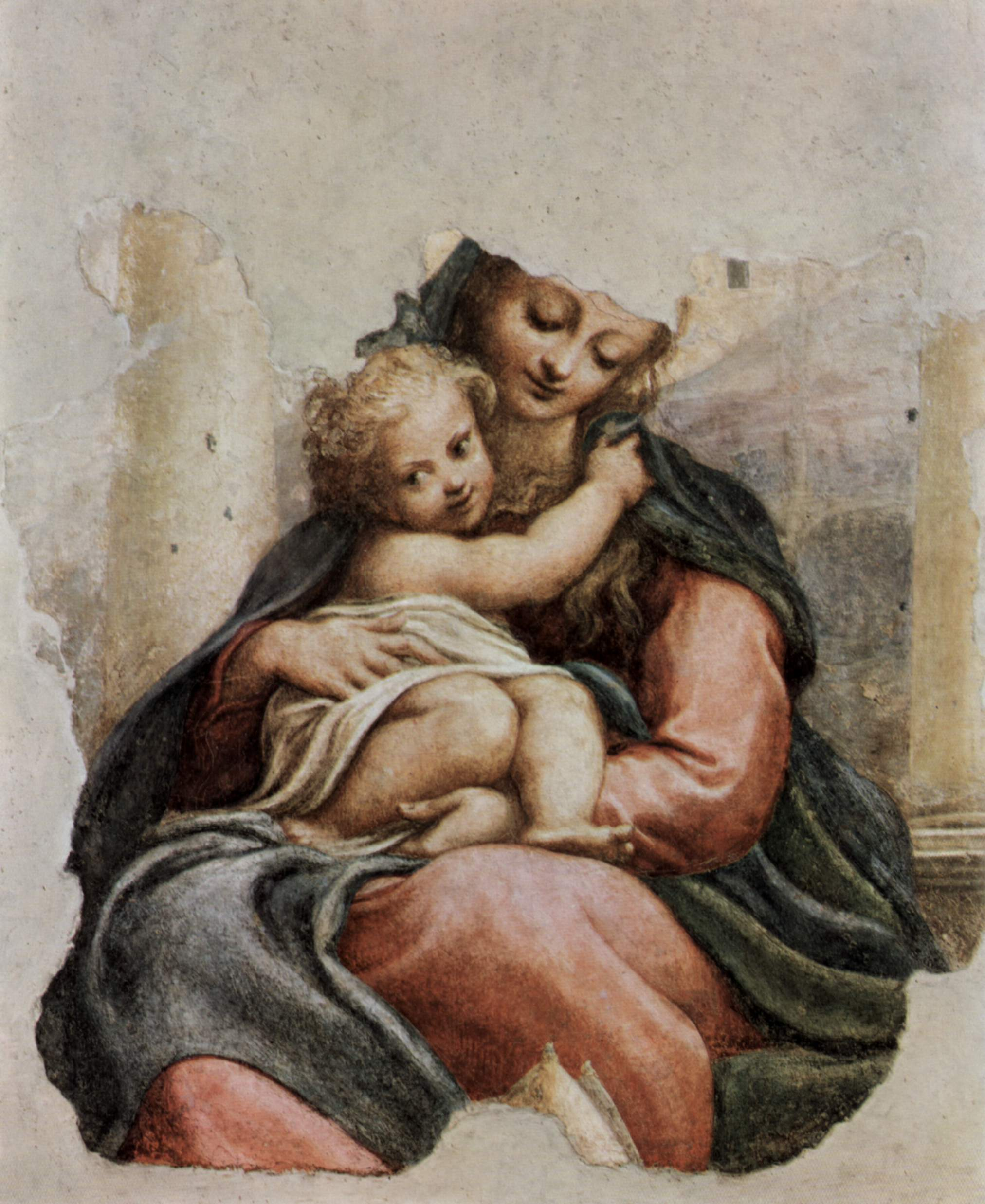
Корреджо, залишки фрески «Мадонна з немовлям»
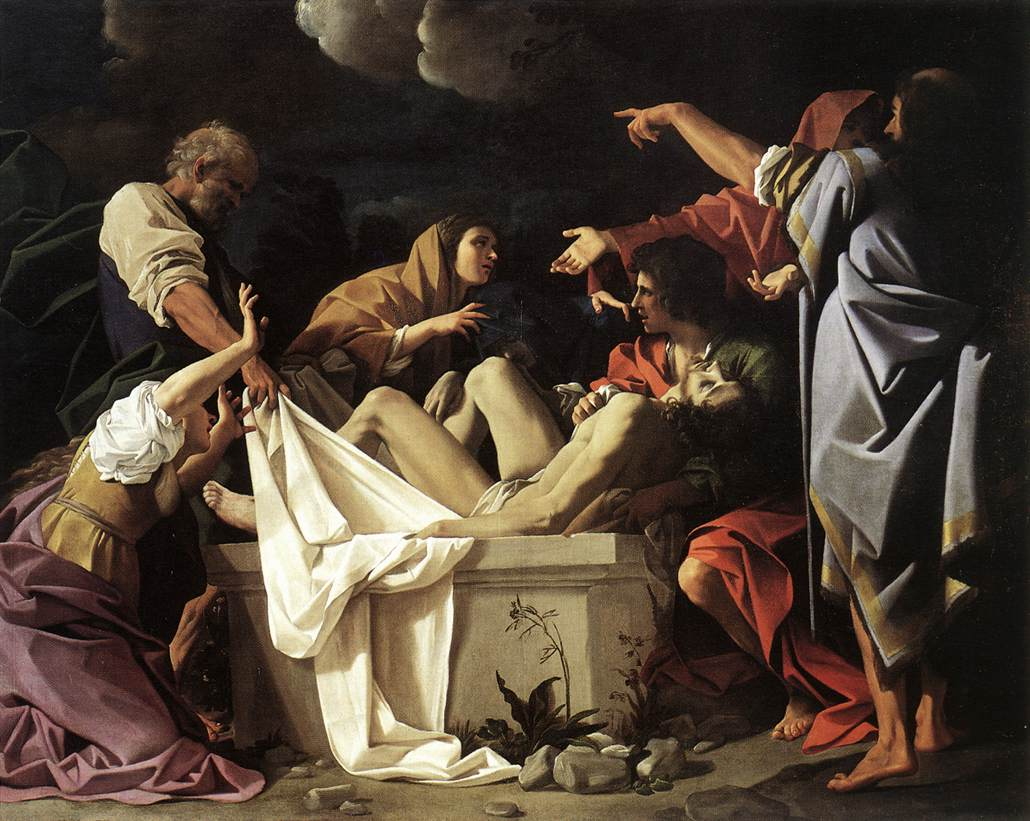
Бартоломео Скедоне, «Покладання Христа у гроб»
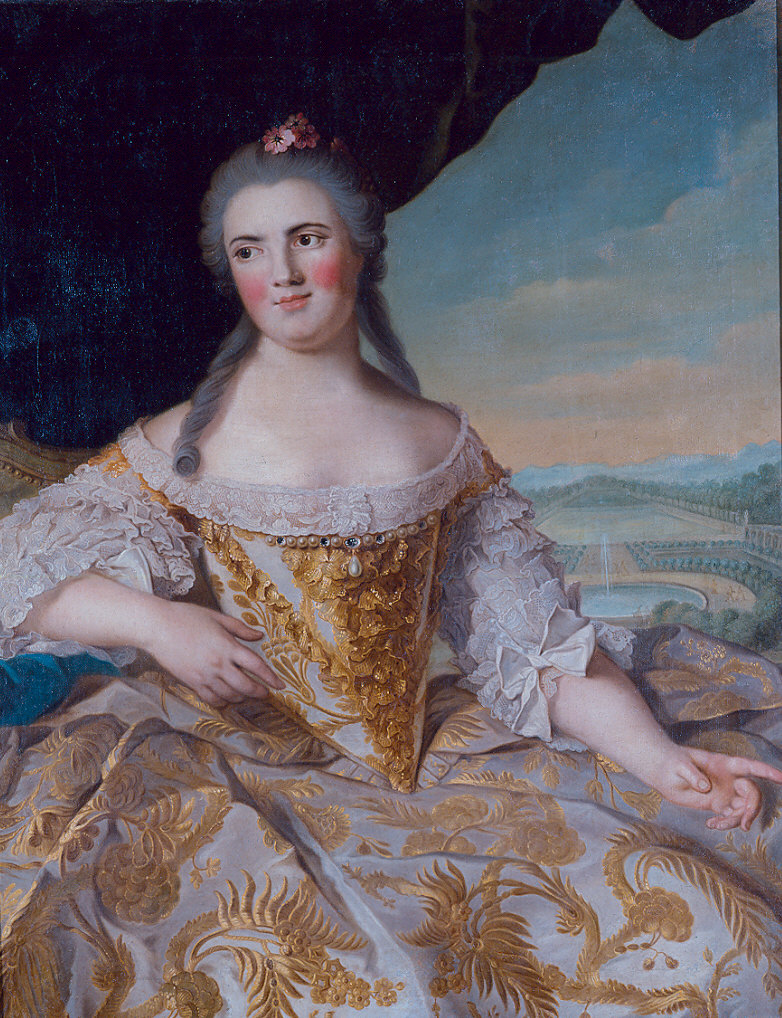
Жан-Марк Натьє, Луїза Елізабет Французька
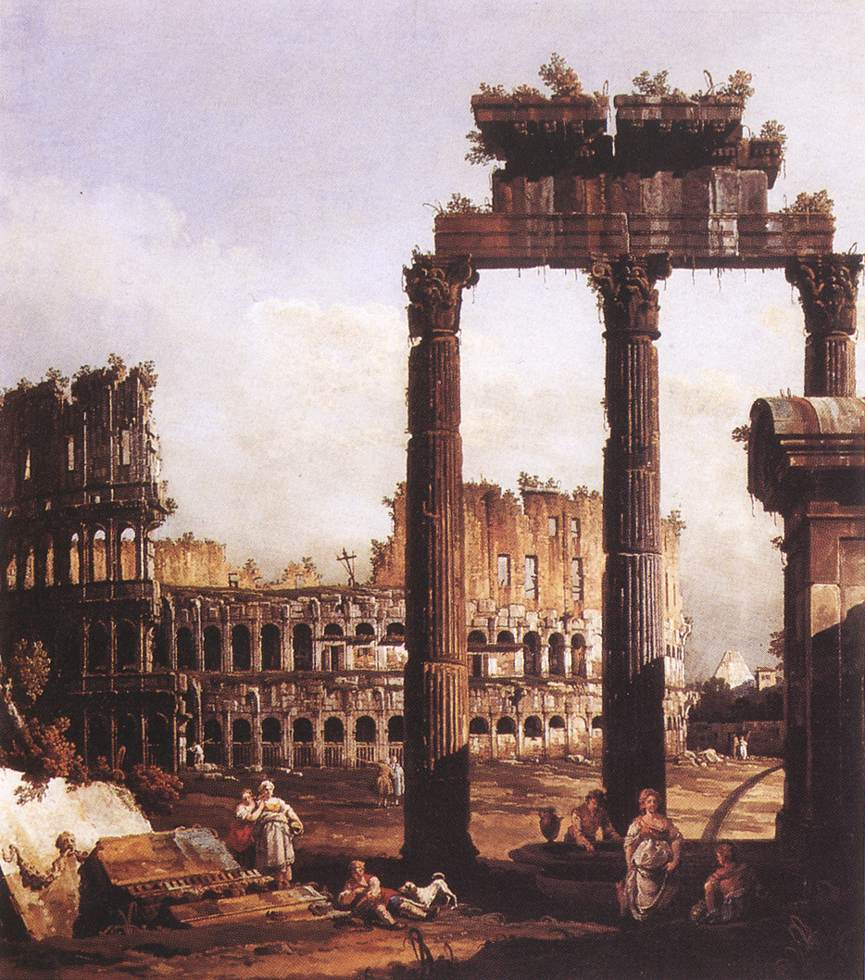
Бернардо Белотто, Фантазійний краєвид з Колізеєм
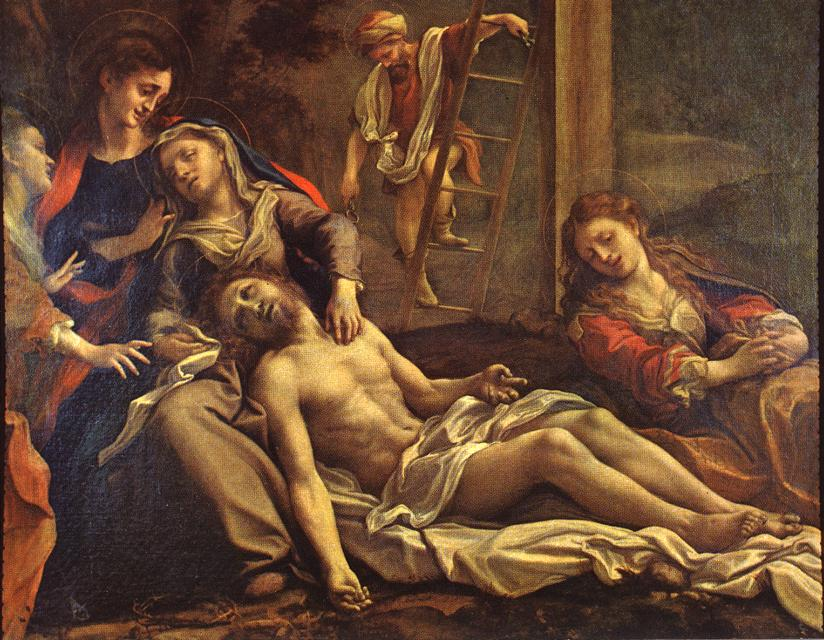
Корреджо, «Оплакування Христа»
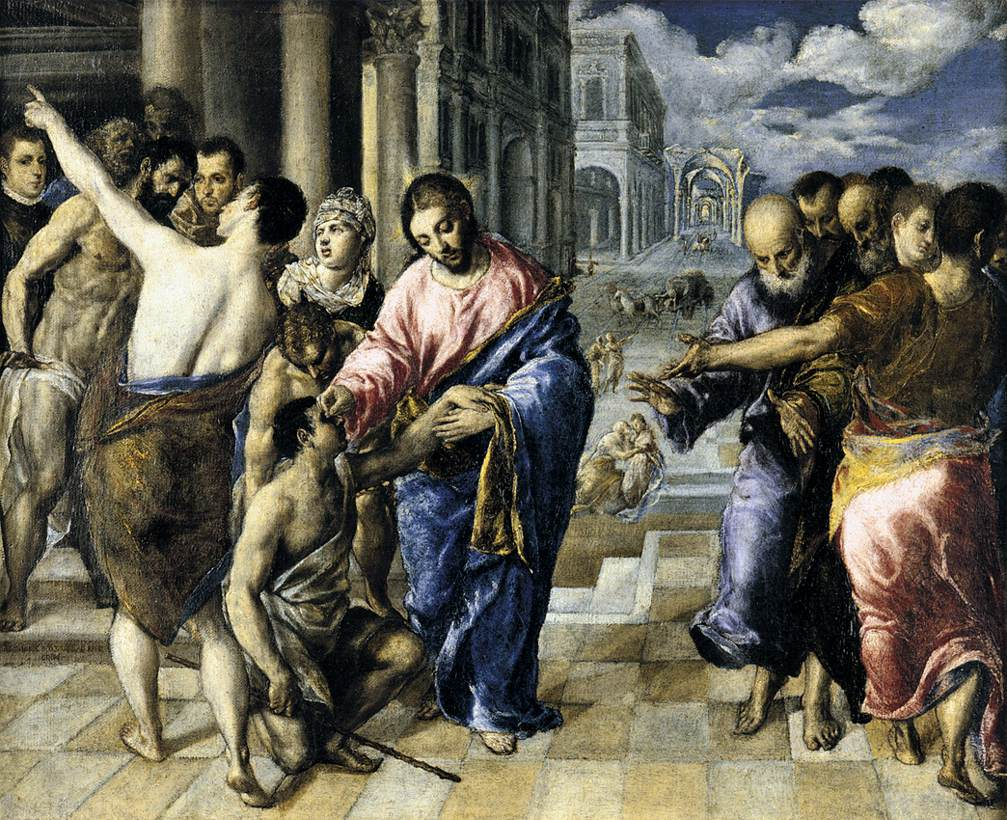
Ель Греко, «Христос лікує сліпого»
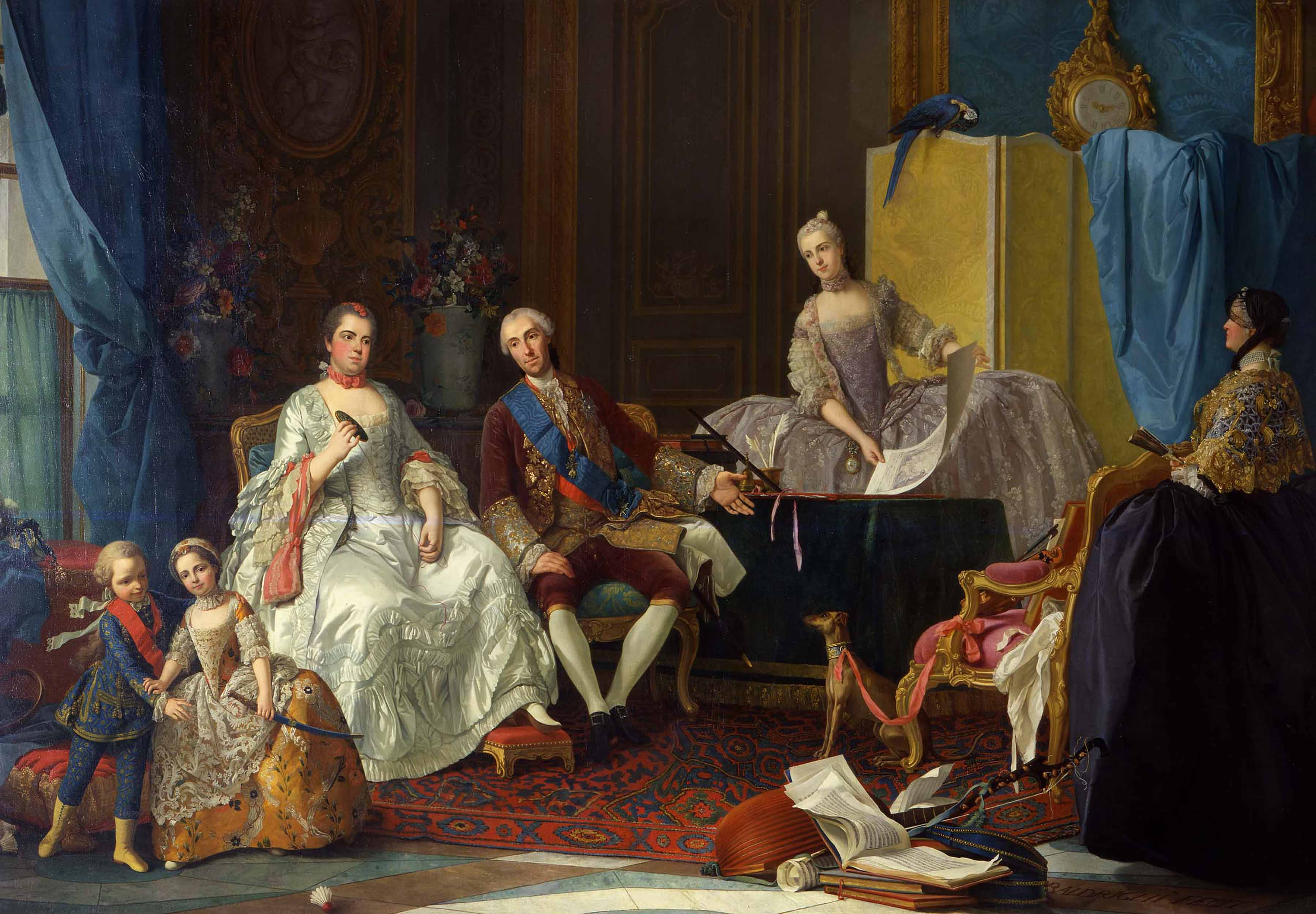
Джузеппе Бальдріггі, Родина герцога Філіпа Пармського
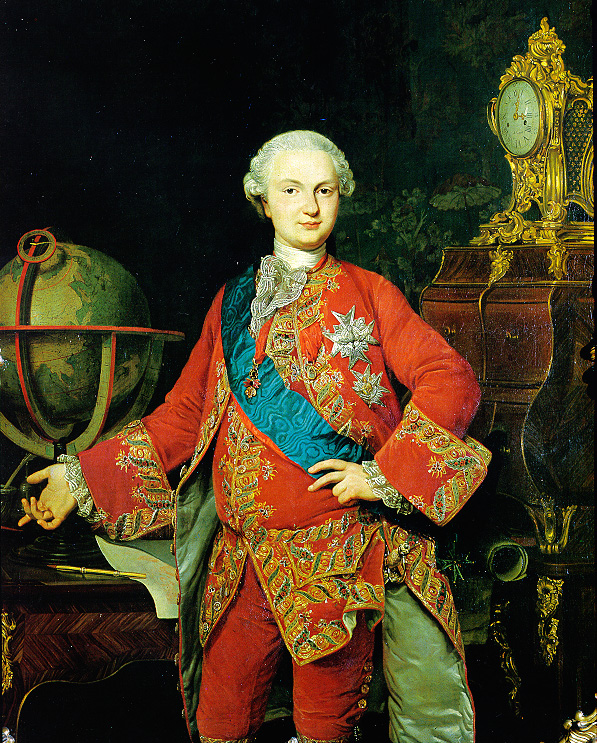
П'єтро Феррарі, портрет Фердинанда І Пармського
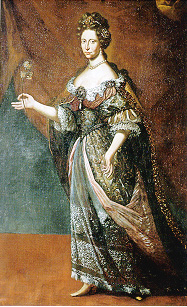
Доротея Софія Пфальц-Нейбурзька
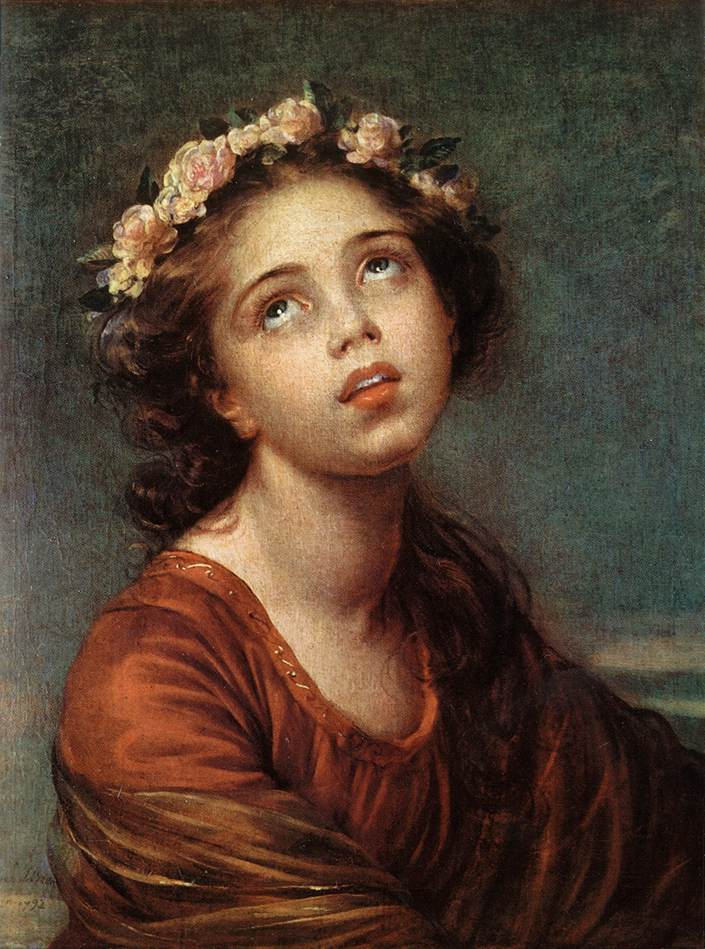
Елізабет Віже-Лєбрен, «Донька»